# Bullhead City, Arizona
Bullhead City je grad u američkoj saveznoj državi Arizona. Prema popisu stanovništva iz 2010. u njemu je živjelo 39,540 stanovnika.